# Cinco rostros de mujer
Cinco rostros de mujer és una pel·lícula musical mexicana de 1947 dirigida per Gilberto Martínez Solares i protagonitzada per Arturo de Córdova, Pepita Serrador, Ana María Campoy i Miroslava.

## Argument
En rebre un anònim on li sol·liciten una cita, un home madur solter recorda la seva vida passada juntament amb el seu millor amic.

## Repartiment
- Arturo de Córdova com Roberto.
- Pepita Serrador com Ivonne Parker.
- Ana María Campoy com Carmen.
- Miroslava com Beatriz.
- Rafael Alcayde com Miguel
- Jorge Mondragón com Ugo Brunelli.
- Carolina Barret com Rosita.
- Manolo Noriega com Pedro, mayordomo.
- Manuel Arvide com Gustavo Carreño.
- Conchita Gentil Arcos com Casera de Roberto
- Clifford Carr com Enrique Parker
- Rita Macedo com Elena
- José Morcillo com Oficial de policía portugués.
- Juan Orraca com Jugador de cartas.
- Tita Merello com Margot.
- Daniel Arroyo com Doctor (no acreditat).
- Pedro Elviro com Gendarme (no acreditat).
- Enrique García Álvarez com Pare de Beatriz (no acreditat).
- Ramón Gay com Jugador de cartes (no acreditado).
- Rubén Márquez com Espectador en concert (no acreditat).
- Elda Peralta como Còmplice de Ivonne (no acreditada).
- Juan Pulido como Gendarme (no acreditat).
- Nicolás Rodríguez com Jugador de cartes (no acreditat).
- Manuel Sánchez Navarro com Jugador de cartes (no acreditat).
- Manuel Trejo Morales com Detectiu a casino (no acreditat).
- María Valdealde com Esposa de Antonio (no acreditada).
- Hernán Vera com Antonio, cantiner (no acreditat).

## Reconeixements
En la III edició dels Premis Ariel va rebre sis nominacions, de les que en va guanyar dues: el premi a la millor actriu de repartiment Tita Merello i a la millor edició.